# Pregarten
Pregarten ist eine oberösterreichische Stadtgemeinde im Mühlviertel im Bezirk Freistadt mit 5567 Einwohnern (Stand 1. Jänner 2024).

## Geografie

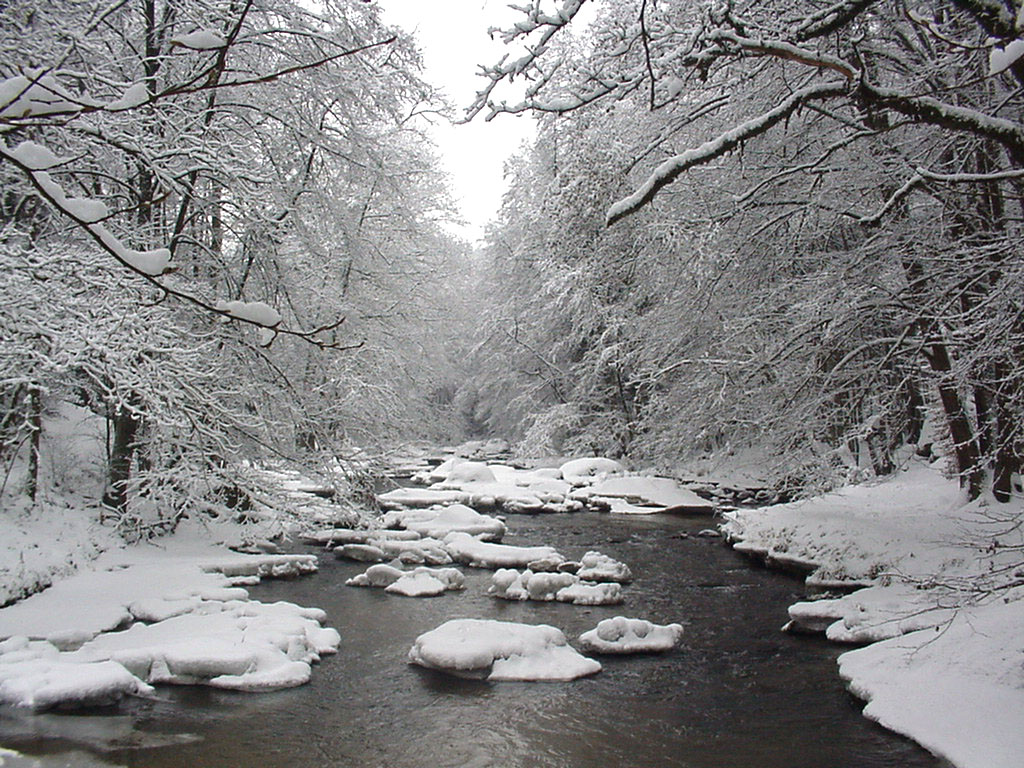
Feldaisttal bei Pregarten

Pregarten liegt auf 425 m Höhe im Unteren Mühlviertel. Die Ausdehnung beträgt von Nord nach Süd 10,8 km und von West nach Ost 5 km. Das Zentrum der Stadtgemeinde befindet sich auf einer Anhöhe in der Nähe des Flusses Feldaist. Der Siedlungsbereich von Pregarten grenzt unmittelbar an den der Nachbargemeinden Wartberg und Hagenberg. Die Luftlinie vom Pregartner Stadtplatz zu den Ortszentren der beiden Gemeinden hat eine Länge von jeweils 1,6 km.

### Flächenverteilung

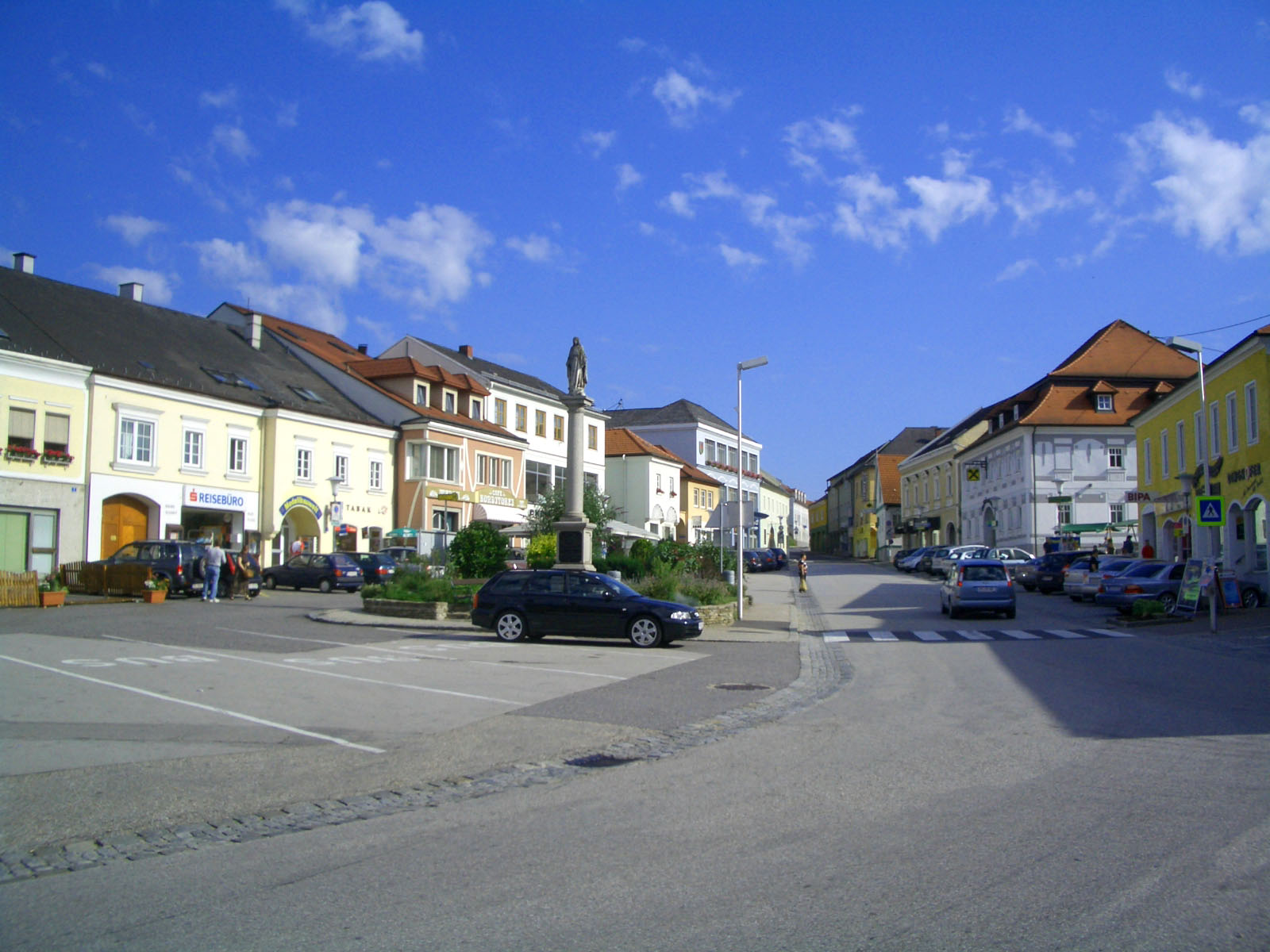
Stadtplatz

Die Gesamtfläche von 27,7 km² wird wie folgt genutzt:

### Gemeindegliederung
Das Gemeindegebiet umfasst folgende 17 Ortschaften (in Klammern Einwohnerzahl Stand 1. Jänner 2024):
- Aist (131) samt Giemböcksiedlung und Satzingersiedlung
- Burbach (68)
- Gmeinerhof (62)
- Greising (44)
- Greisingberg (77)
- Grünbichl (552)
- Halmenberg (81)
- Kranzlgarten (99)
- Kriechmayrdorf (76)
- Meitschenhof (106) samt Zwieslmayrsiedlung
- Netzberg (60) samt Einsiedler
- Pregarten (3177)
- Pregartsdorf (397) samt Hainberg, Pregartsdorf-Zerstreute Häuser und Wiesingersiedlung
- Reichenstein (22)
- Selker (116)
- Silberbach (437)
- Wörgersdorf (62)
- Zainze

Die Gemeinde besteht aus den Katastralgemeinden Pregarten, Pregartsdorf und Selker.
Die Gemeinde liegt im Gerichtsbezirk Freistadt.

### Nachbargemeinden
| Neumarkt  | Kefermarkt                                  | Gutau    |
| Hagenberg | Kompassrose, die auf Nachbargemeinden zeigt | Tragwein |
| Wartberg  | Ried i. R.                                  |          |

## Geschichte

### Frühgeschichte und Mittelalter
Neolithische Funde weisen auf die frühe Besiedlung des heutigen Gemeindegebiets hin. Der Name „Pregarten“ (→siehe unten) lässt auf slawische Siedlungstätigkeit schließen. Im Rahmen der Kolonisation der Gegend durch Mönche aus Sankt Florian ausgehend vom nahe Pregarten gelegenen Wartberg dürfte die Kernsiedlung um den heutigen Stadtplatz entstanden sein, die um 1230 erstmals urkundlich erwähnt wird. Bereits im 13. Jahrhundert verfügte Pregarten über das Marktrecht. Besitzungen am damaligen Dorfgebiet besaßen sowohl das Stift Sankt Florian als auch die Herrschaft Reichenstein. Die Bewohner lebten neben der Landwirtschaft v. a. vom Weberhandwerk. 1422 wurde Pregarten bei Einfällen hussitischer Taboriten eingeäschert, auch 1424 und 1443 wurde der Ort im Zuge kriegerischer Auseinandersetzungen schwer in Mitleidenschaft gezogen.

### Bis 1800
Großen Zulauf erhielt im 16. Jahrhundert in Pregarten der Protestantismus. 1528 war ein Großteil der Einwohner lutherisch, in der St. Anna-Kapelle predigten protestantische Prädikanten. 1590 erhielt der zum Protestantismus konvertierte Wartberger Pfarrer Urban Dräer in Pregarten Unterschlupf. Der katholische Pfarrer klagte ca. 1650: Ich stand der Pfarre in einer unglücklichen Zeit vor. In der Predigt seind gemainiglich kaumb 20 oder 30 Personen gebliben. 1611 quartierte sich im Ort eine 1.500 Mann starke marodierende Söldnerarmee unter dem wallonischen Oberst Ramee zu Verpflegungszwecken ein, was die örtliche Versorgungslage enorm belastete. 1626, während des oberösterreichischen Bauernkrieges, wurde der Ort von einem etwa 5000 Mann starken Bauernheer unter Christoph Zeller heimgesucht, beschossen und niedergebrannt. Zahlreiche Anhänger gewann ab 1632 im Gebiet zwischen den Gemeinden Pregarten, Gallneukirchen und Luftenberg ein der Reformation nahestehender Luftenberger Prediger, der schillernde Charismatiker Martin Aichinger (vulgo Laimbauer). Mit seinem einige hundert vor allem junge Leute umfassenden Anhang durchzog Laimbauer, der seinen Angaben nach 1635 selbst im Himmel gewesen sein wollte, mehrmals das Pregartner Gebiet, bis er auf Geheiß des Landeshauptmanns 1636 auf dem Frankenberg bei Langenstein nach großem Blutvergießen gestellt und noch im selben Jahr auf dem Linzer Hauptplatz hingerichtet wurde. Im Rahmen der Gegenreformation wurde die Bevölkerung wieder überwiegend katholisch. 1644 kam Pregarten zur Herrschaft Freistadt zu Haus. Zu dieser Zeit zählte der Markt 66 Feuerstätten. Im 17. Jahrhundert wurde an der Waldaist das Schloss Greisingberg errichtet. 1784 bekam Pregarten eine eigene Pfarre.

### Bis zur Zwischenkriegszeit
Während der Napoleonischen Kriege hatte der Markt durch Einquartierungen und Plünderungen durch französische Truppen schwer zu leiden. Bergauf ging es mit dem Ort besonders in der zweiten Hälfte des 19. Jahrhunderts. Mit dem Gemeindegesetz vom 17. März 1849 wurden die Grundherrschaften auf dem heutigen Gemeindegebiet aufgelöst und die drei Gemeinden Pregarten, Pregartsdorf und Selker geschaffen. Die erste Gemeindeversammlung trat am 17. Juli 1850 zusammen, erster Bürgermeister wurde Josef Meisl. Um diese Zeit war es noch jedem Hausbesitzer im Ort erlaubt, eine Höchstanzahl von zwölf Schafen zu halten.
Doch die Moderne hielt langsam ihren Einzug: 1849 bekam der Ort ein Postamt, 1852 wurden die ersten Laternen zur Straßenbeleuchtung angeschafft, 1853 wurde das Bezirksgericht in Pregarten angesiedelt und im Zuge des Eisenbahnbaus der Strecke Linz-Budweis (siehe: Summerauer Bahn) erhielt Pregarten einen eigenen Bahnhof. 1868 kam der Ort zum Bezirk Perg, bevor 1903 die Zuteilung zum Bezirk Freistadt folgte. 1872 kam der erste Dampfzug nach Pregarten. Um 1900 zählte der Markt 127 Häuser. Während des Ersten Weltkrieges war die Bevölkerung von Lebensmittelmangel betroffen. Die Glocken der 1897 fertiggestellten neuen Pfarrkirche wurden für Kriegszwecke eingeschmolzen.
Im Ersten Weltkrieg fielen 75 Pregartner, 17 wurden als vermisst gemeldet. Für verarmte Bürger wurde ein eigenes Versorgungshaus (Haus Nr. 22) unterhalten, welches in der später krisengeschüttelten Zwischenkriegszeit im Jahr 1930 von einem noch größeres Armenhaus abgelöst wurde.

### Zur Zeit des Nationalsozialismus
Bereits vor dem Anschluss Österreichs an das Deutsche Reich 1938 gab es im Pregartner Raum Propagandaaktionen von Mitgliedern der verbotenen NSDAP. Am 24. Juni 1934 wurde etwa ein sogenanntes Hakenkreuzfeuer in Hagenberg angezündet, das zu einem Waldbrand führte. Nach Niederschlagung des Juliputsches in Österreich im selben Jahr, deckte der Polizeiposten Pregarten eine illegale Ortsgruppe der Hitlerjugend auf. Zwei Tage vor dem Anschluss hielten die Pregartener Nationalsozialisten einen Umzug durch den Ort ab. Die von der NSDAP am 10. April 1938 durchgeführte Volksabstimmung in Österreich zum Anschluss brachte ein eindeutiges Ergebnis: Die Wahlbeteiligung betrug 100 %, alle Stimmen lauteten auf „Ja“ (Stimmen: Pregarten 839, Pregartsdorf 359, Selker 344). Mit dem Anschluss erhielt der Marktplatz, der erst seit wenigen Jahren Dollfußplatz hieß, die nur wenige Jahre länger währende Bezeichnung Adolf-Hitler-Platz, wo nun Führerreden via Lautsprecher übertragen wurden. Im selben Jahr, am 1. Juli 1938, wurden Pregarten die Gemeinden Pregartsdorf, Selker, Hagenberg, Wartberg und Untergaisbach einverleibt, wodurch die neue Großgemeinde nun 4.853 Einwohner zählte.
Die Arbeitssituation verbesserte sich nach dem Anschluss insbesondere durch den Ausbau der Königswiesener Bundesstraße sowie die neuen Arbeitsplätze in den Hermann-Göring-Werken in Linz. 220 Gemeindebürger waren Mitglieder der NSDAP, Bürgermeister dieser Zeit war Ferdinand Fröhlich. 1944 warfen amerikanische Flugzeuge auf dem Rückflug von Linz nach Nordosten über Pregarten mehrmals Bomben ab, die Todesopfer forderten und Sachschäden anrichteten. Zahlreiche Flüchtlinge aus dem Osten drängten zu dieser Zeit durch den Ort, die Volksschule wurde geschlossen und in ihr eine Gemeinschaftsküche eingerichtet, die im Februar 1945 täglich bis zu 1.000 Personen zu verköstigen hatte. Am 3. Mai 1945 zogen erstmals sowjetische Soldaten durch Pregarten, zwei Tage später übergab Bürgermeister Fröhlich den mit weißen Fahnen beflaggten Ort am Bahnhof den Amerikanern. NSDAP-Ortsgruppenleiter Sandhöfer und Fröhlich nahmen sich das Leben. Pregarten hatte im Zuge des Zweiten Weltkrieges 112 Gefallene und 81 Vermisste zu beklagen.

#### NS-Verfolgung und Verbrechen
Die einzige Jüdin Pregartens, die in der Apotheke beschäftigte Sarah Epstein, soll Pregarten 1938 verlassen haben. Ab 1940 wurden in den Pregartner Landwirtschaften polnische Zwangsarbeiter eingesetzt. In diesem Zusammenhang wird auch von Misshandlungen berichtet. 1941 wurden im Rahmen der Aktion T4 die Pregartner Franz Niedermayer (74) und Marie Pfandstätter (26) ermordet. Anfang Februar 1945 wurden im Zuge der sogenannten Mühlviertler Hasenjagd mindestens fünf aus dem Konzentrationslager Mauthausen geflüchtete Häftlinge erschossen: Zwei hatten sich in einem Stadel in Meitschenhof versteckt und wurden durch zwei Volkssturmmänner nahe dem Pregartner Bahnhof im Beisein von SS-Angehörigen erschossen. Die Schützen wurden später zu Haftstrafen verurteilt. Zwei weitere Häftlinge wurden in Steinbichl von der SS zwei 15- bis 16-jährigen Hitlerjungen übergeben und von diesen ebenfalls erschossen. Zwei andere Häftlinge wurden nahe der Kriehmühle erhängt aufgefunden. Der Pfarrer von Pregarten notierte über die Geschehnisse dieser Tage in sein Tagebuch: „Vor lauter Feigheit gibt es kein Erbarmen“. Dieses Zitat verwendete der Regisseur Andreas Gruber für den Titel seines gleichnamigen Films über die so genannte Mühlviertler Hasenjagd. Am 28. April 1945 wurde der regimekritische Rauchfangkehrer Johann Hanausek, der bereits 1939 wegen staats- und parteifeindlicher Äußerungen verhaftet gewesen war, von SS-Angehörigen nach Anordnung Bürgermeister Fröhlichs verhaftet und vermutlich ermordet. Im April und Anfang Mai 1945 war im Pregartner Pfarrhof ein Militärgericht untergebracht, das aus Wien verlegt worden war. In der kurzen Zeit bis zum Ende des Krieges wurden hier mindestens 500 Fahnenflüchtige zum Tode verurteilt. Vermutlich wurde ein Großteil auch im Raum Pregarten hingerichtet, 1946 wurde ein Massengrab mit 21 Exekutierten in Greising gefunden.

### Besatzungszeit
Durch die Auflösung der Pregartner Großgemeinde sank die Bevölkerungszahl neuerlich, auf 2.437 Einwohner. Selker und Pregartsdorf verblieben bei Pregarten. Die Amerikaner setzten den belgischen Kriegsgefangenen Peter Gregoire provisorisch als Bürgermeister ein, er behielt dieses Amt jedoch nur zehn Tage. Pregarten kam, wie das gesamt Mühlviertel, in die sowjetische Besatzungszone. Zu Beginn der Besatzungszeit kam es zu Übergriffen von alliierten Soldaten auf die Zivilbevölkerung: Mehrfach kam es zu Vergewaltigungen und Morden. Pregartner Polizisten gelang es 1945, die Verschleppung von sieben Pregartner Zivilisten durch sowjetische Soldaten zu verhindern. Auch mit den sowjetischen Ortskommandanten gab es Schwierigkeiten: Zwei wurden noch 1945 vom Freistädter Bezirkskommandant Major Sacharjan abgelöst, nachdem sie die Gemeindepolizei und einheimische Frauen drangsaliert hatten. Die Kunstharzpresserei in Pregarten war während der Besatzungszeit als USIA-Betrieb beschlagnahmt.

### Bis zur Gegenwart
Ab 1955 siedelten sich stetig neue Bewohner in Pregarten an, zunächst vor allem im Haidfeld und in Sandleiten, später vor allem in Grünbichl und Silberbach. Für Neuansiedelungen wurde Pregarten insbesondere durch seine gute Verkehrsanbindung in Richtung Linz attraktiv, ganz besonders seit dem Bau der Mühlkreis Autobahn. Pregarten hat deshalb heute ein hohes Pendleraufkommen.
1959 wurde eine neue Hauptschule (heutige Volksschule) erbaut. Am 17. Juni 1972 richtete ein Erdbeben der Stärke sechs Sachschäden an. In den letzten Jahrzehnten entfaltete sich in Pregarten rege Bautätigkeit: 1977 wurde der Ort an die Fernwasserversorgung angeschlossen, 1978 die neue Doppelhauptschule erbaut, 1984 eine eigene Kläranlage errichtet, 1990 ein neues Ämtergebäude fertig gestellt, 1994 das Erlebnisbad Lagune eröffnet, 1999 die örtliche Umfahrungsstraße freigegeben und im selben Jahr das Kulturhaus Bruckmühle eingeweiht. Zwei öffentliche Buslinien verkehrten im Ort von 2002 bis 2012. Beträchtliche Schäden richtete 2002 nach starken Regenfällen ein Hochwasser im Aisttal an. Pregarten wurde am 31. Mai 2003 zur Stadtgemeinde erhoben. Für intensive Diskussionen sorgte seit 2011 die Debatte um eine mögliche Fusion der Gemeinden Pregarten, Hagenberg und Wartberg zur Stadt Aist.

### Historische Ansichten

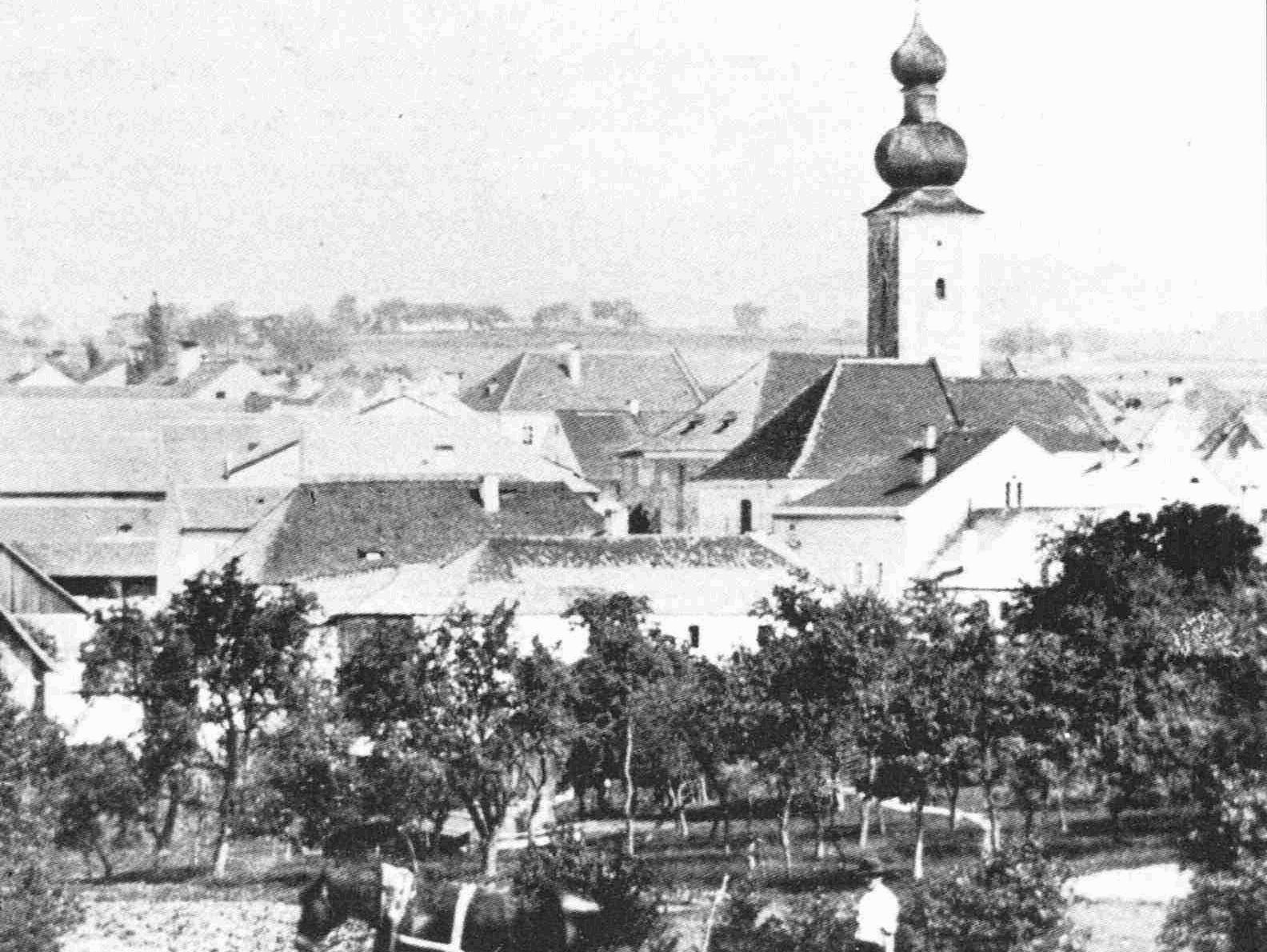
Ortsansicht von Süden 1876
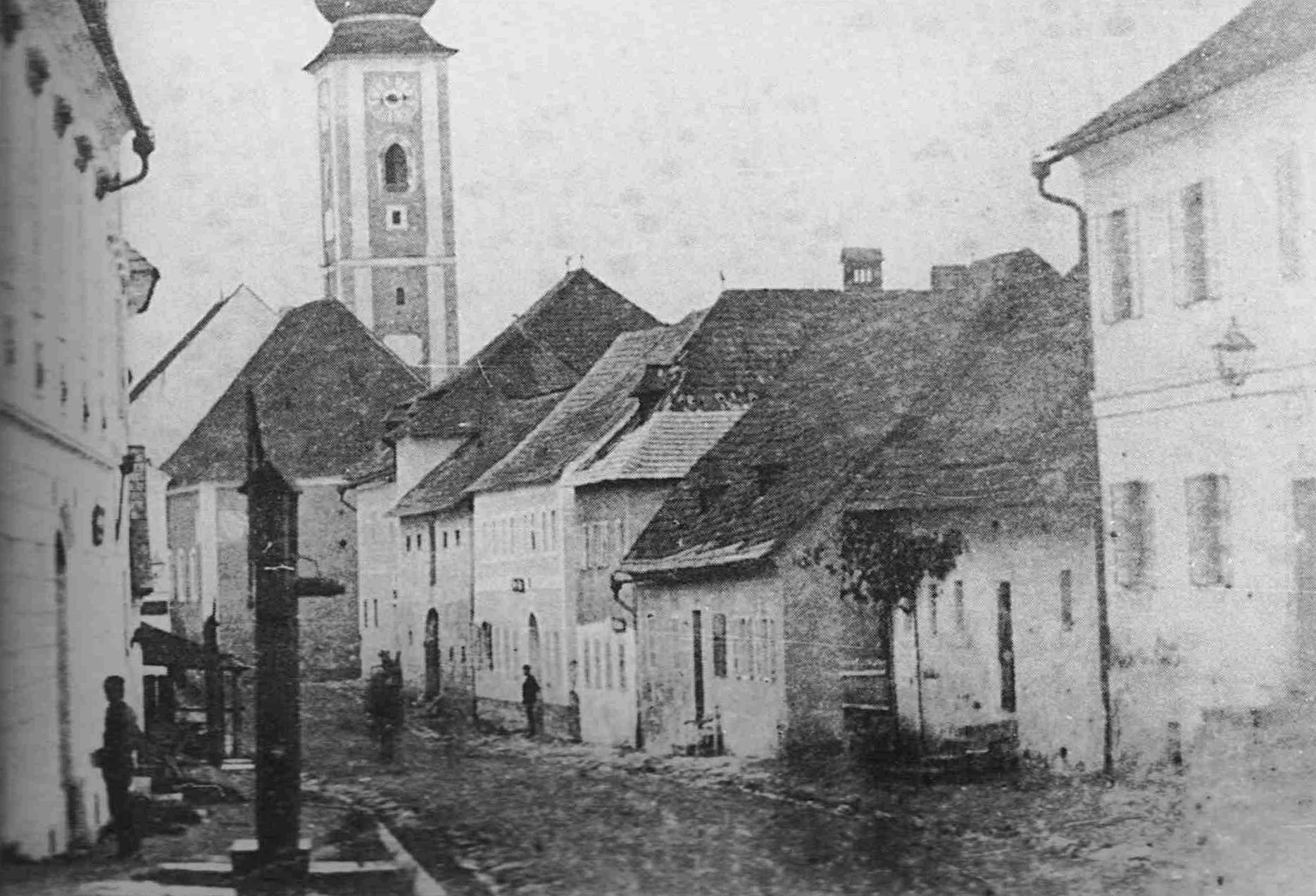
Die Tragweiner Straße vor 1888
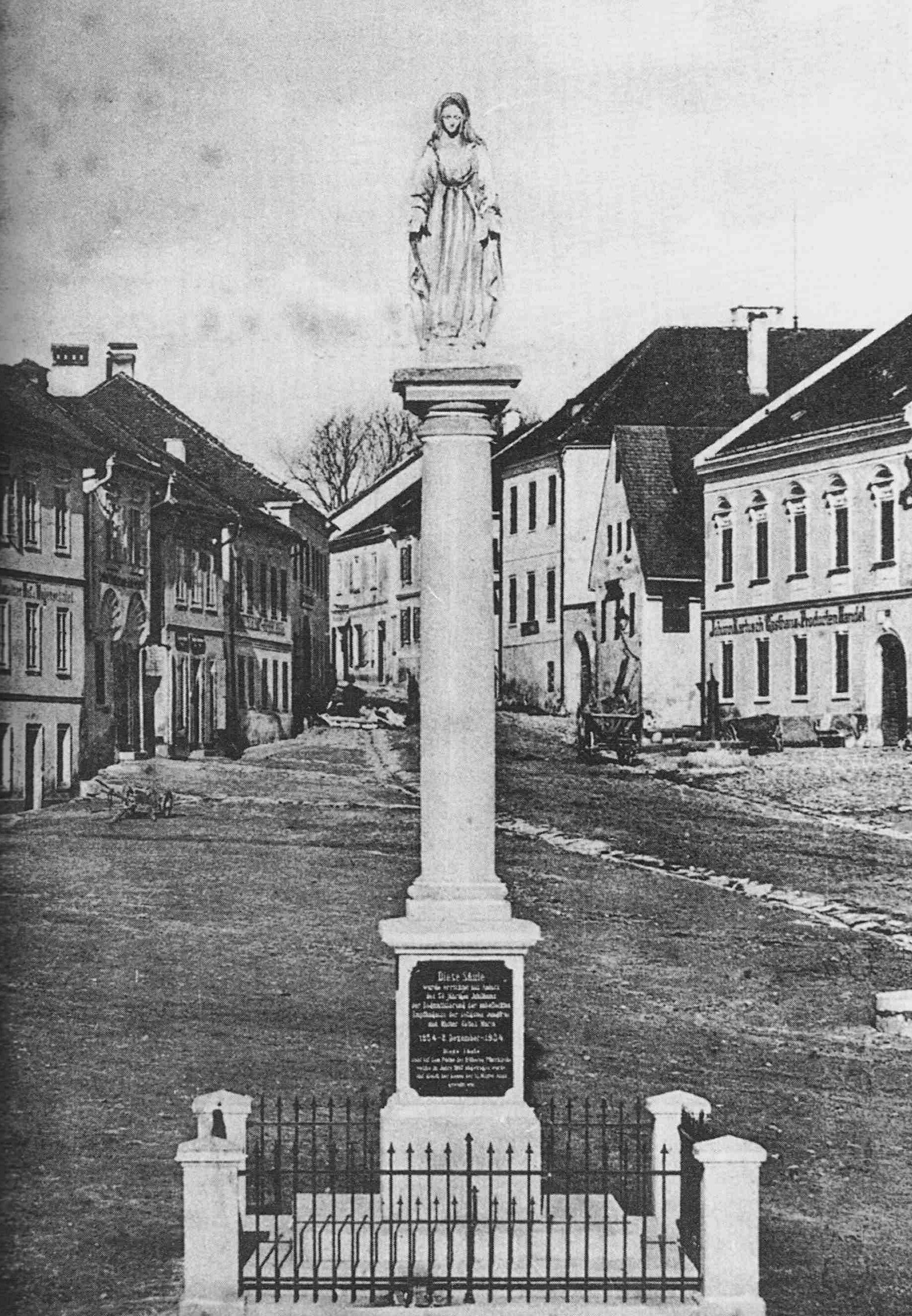
Die Mariensäule im Jahr ihrer Errichtung 1904
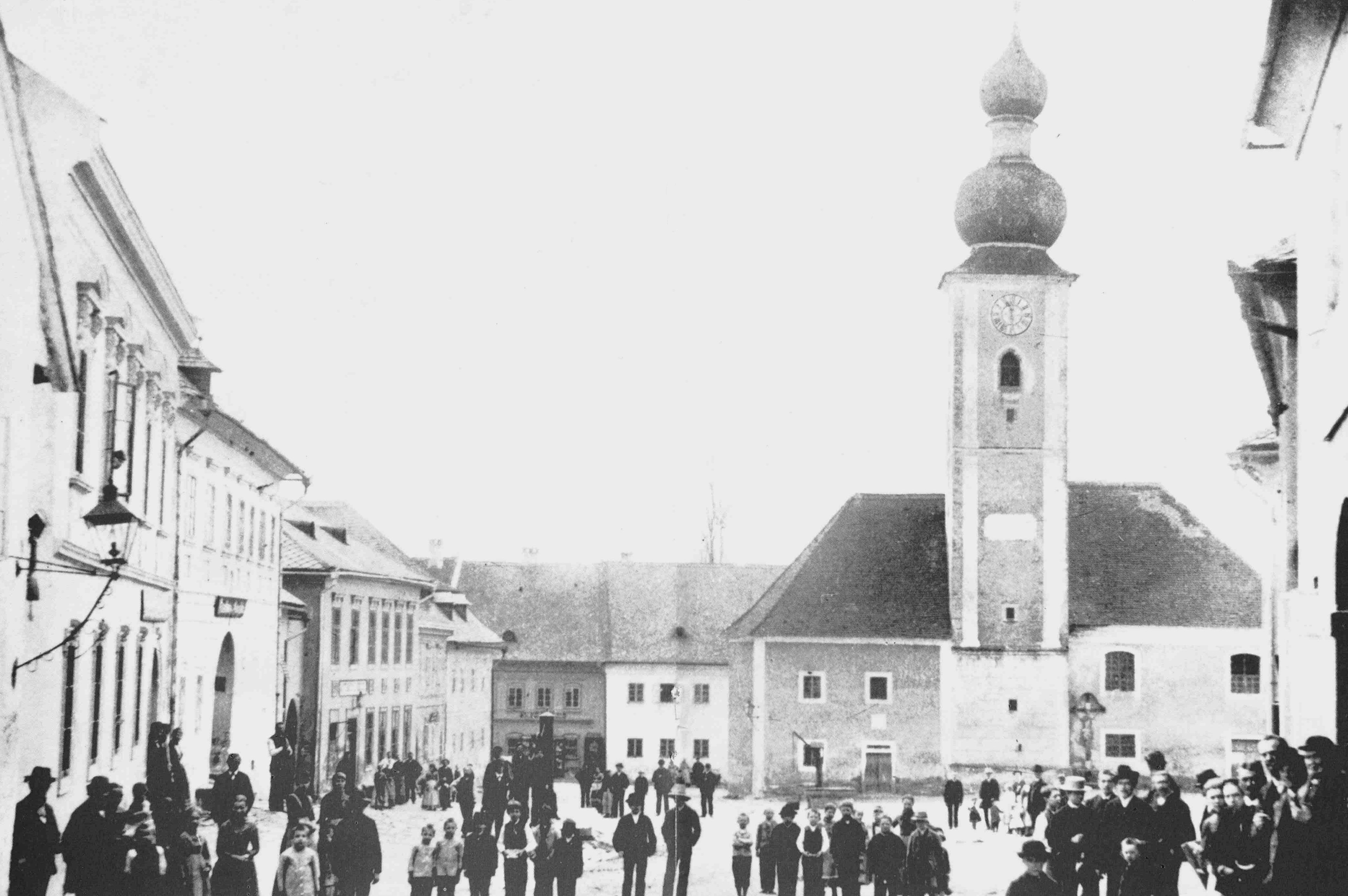
Pregartner Ortsplatz 1880

## Kultur und Sehenswürdigkeiten

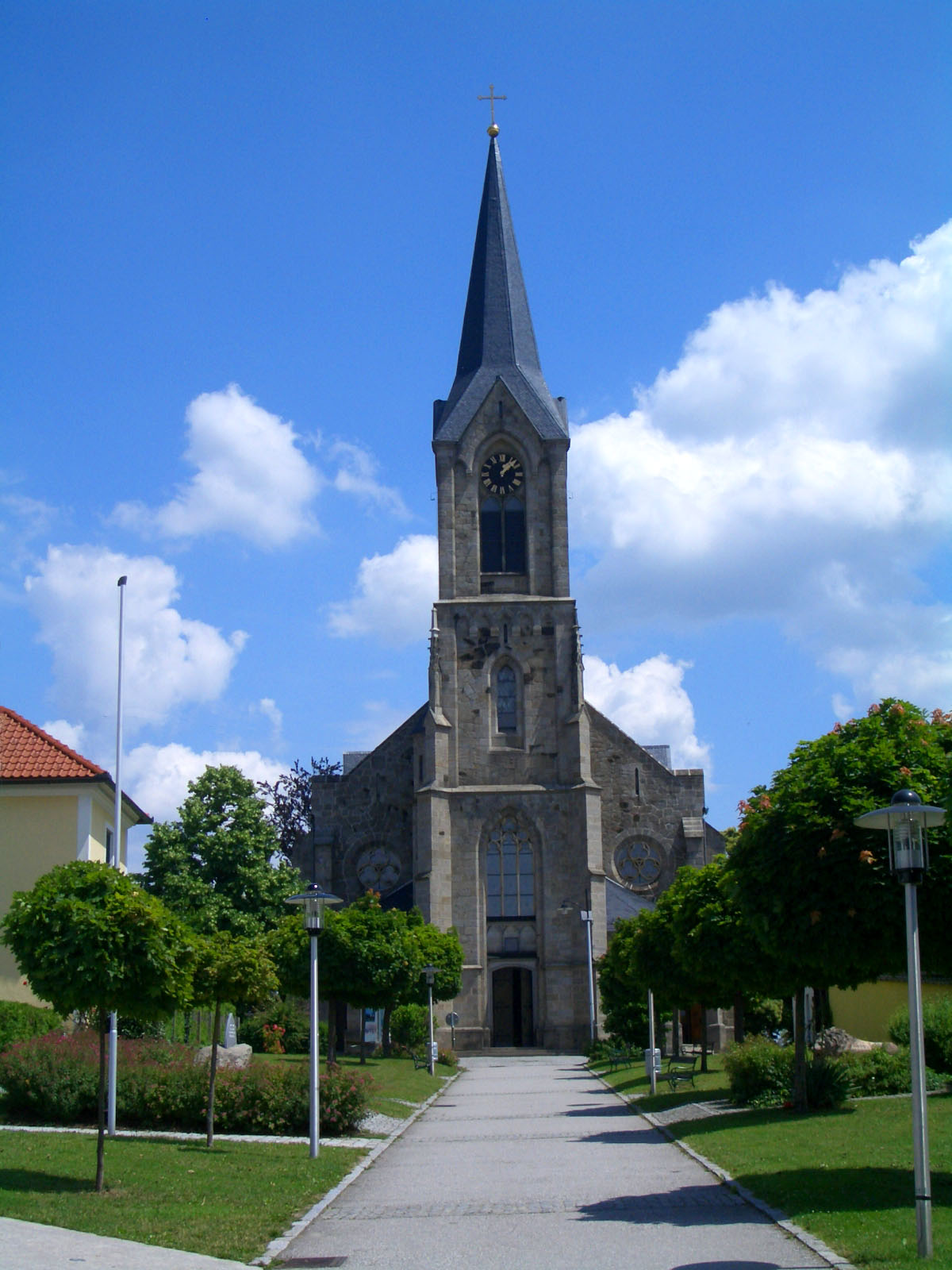
Pfarrkirche Pregarten

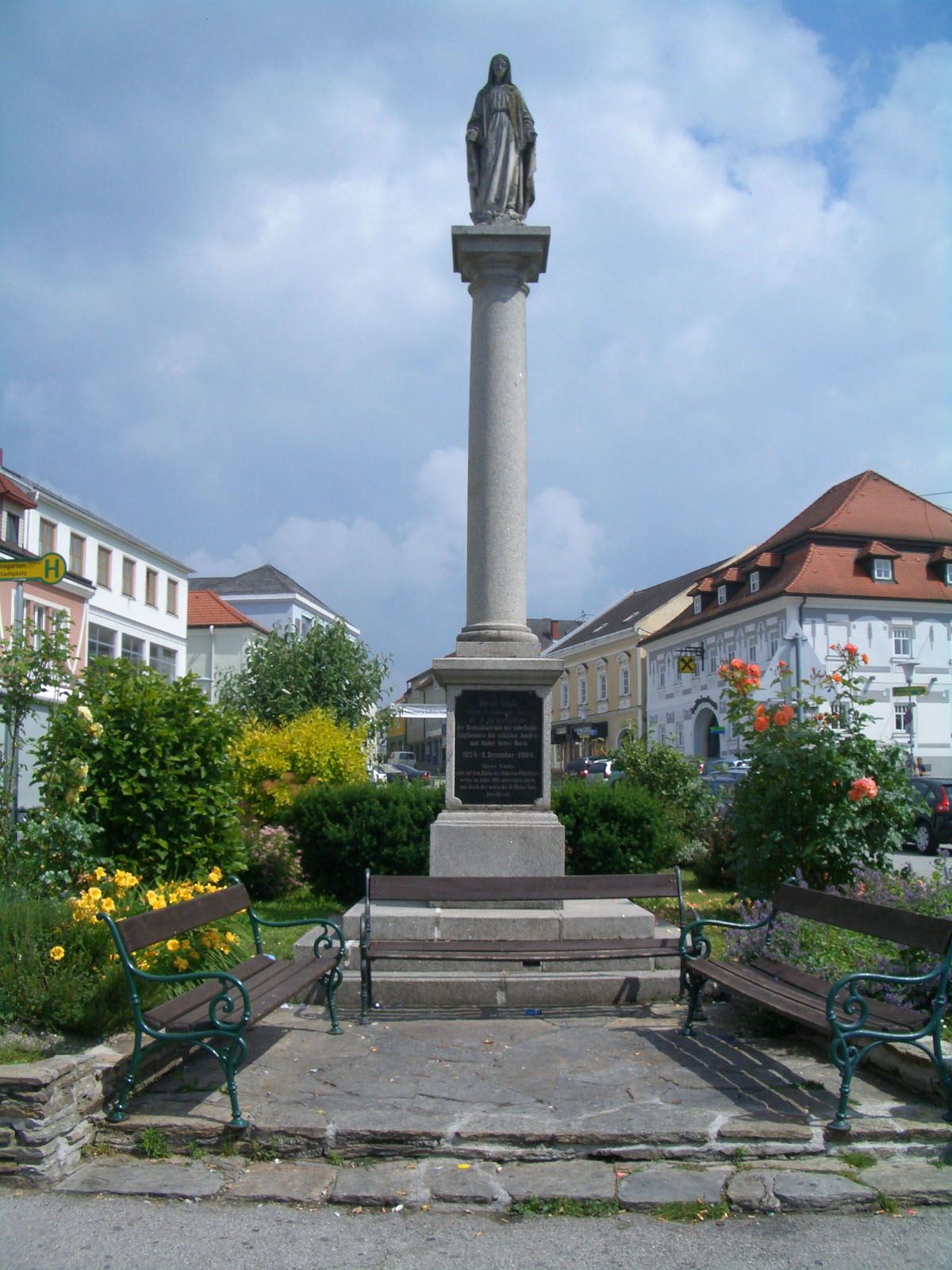
Mariensäule auf dem Stadtplatz

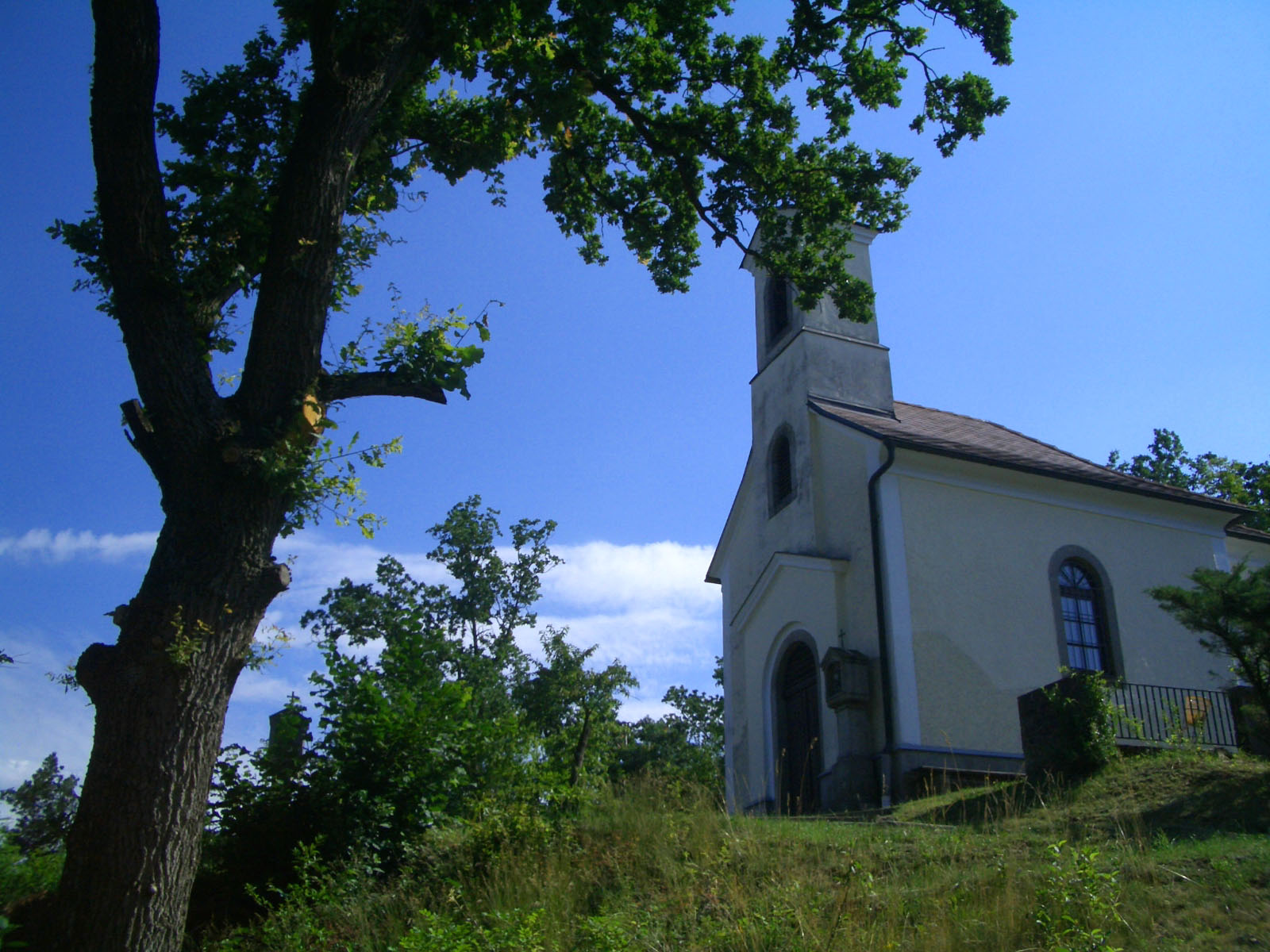
Kapelle auf dem Kalvarienberg

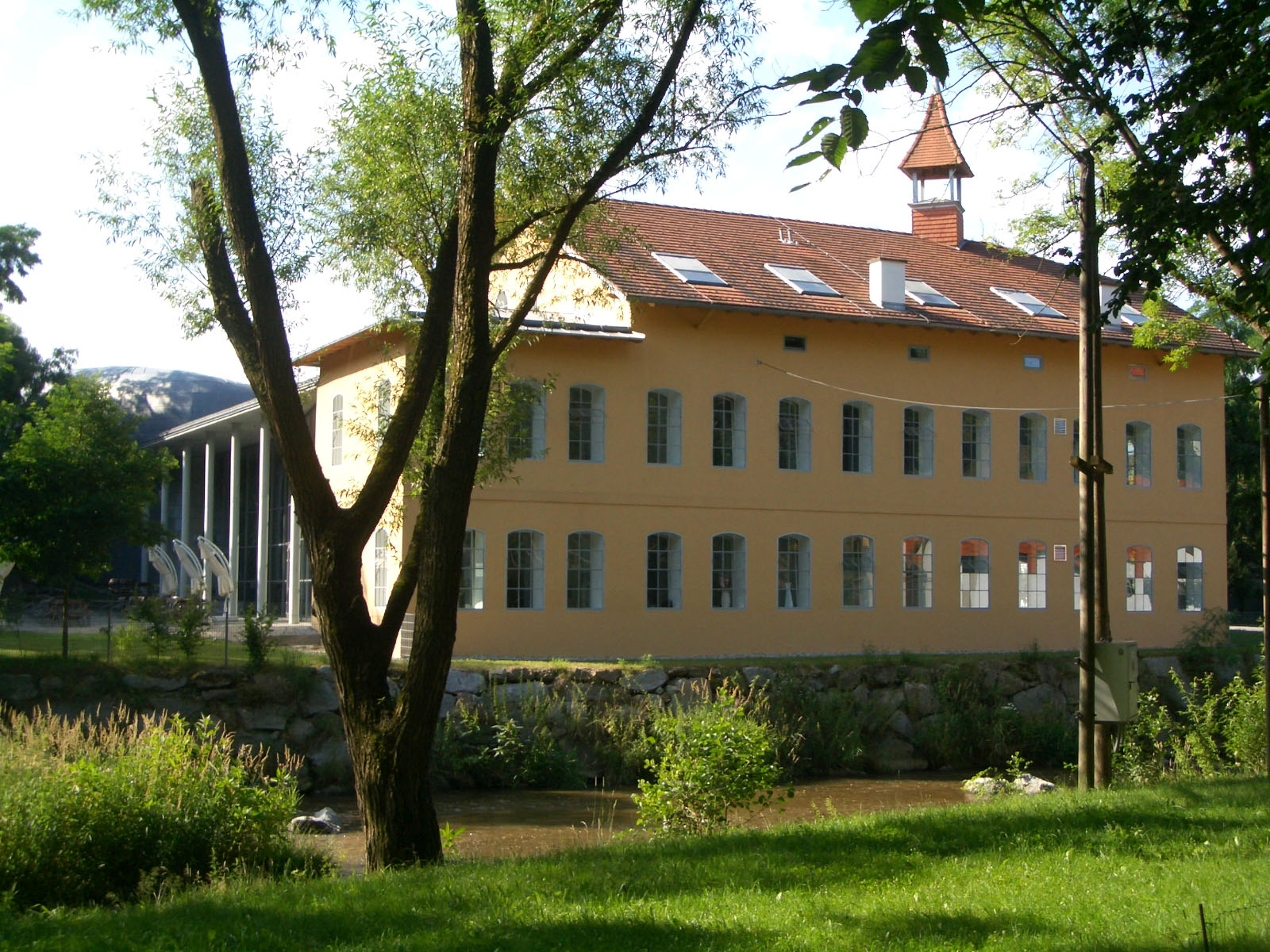
Kulturhaus Bruckmühle

In Pregarten leben zahlreiche Kunstschaffende, es existieren mehrere Kulturvereine, darunter die Kulturgruppe CART, der Musikverein Pregarten, die Schauspielgruppe Comedia sowie zwei Chöre. Seit der Eröffnung des Kulturhauses Bruckmühle finden in Pregarten regelmäßig vielbesuchte Theater-, Musik- oder Literaturaufführungen statt.
- Burg Neuaist
- Katholische Pfarrkirche Pregarten hl. Anna
- Mariensäule: Der heutige Stadtplatz wird von einer etwa fünf Meter hohen Mariensäule auf einem Grünflächenoval überragt. Sie besteht aus einem Sockelfundament, einer tragenden Granitsäule und einer nach Süden gewandten Figur, die die Gottesmutter Maria darstellt. Errichtet wurde die Mariensäule 1904 an Stelle der ein Jahr zuvor abgerissenen alten St.-Anna-Kirche. Als Anlass der Errichtung wird auf der am Sockel angebrachten Tafel des 50. Jahrtages der Dogmatisierung der Unbefleckten Empfängnis 1854 genannt.
- Kalvarienberg: An der Gutauer Straße nahe dem Brückenbogen über die Bahngleise befindet sich der Zugang zum Kalvarienberg. Hier beginnt ein Kreuzweg, der zu der über einem Abhang zum Feldaisttal gelegenen Kalvarienbergkapelle führt. Kreuzweg und Kapelle wurden 1858–1860 von dem ehemaligen Pregartener Michael Bodingbauer gestiftet.
- Kulturhaus Bruckmühle: Die ehemalige Mühle an der Brücke über die Feldaist in der Talsenke zwischen dem Gemeindekern und dem heutigen Bahnhof wurde bereits im 13. Jh. urkundlich erwähnt. Anfang des 20. Jhs. wurde der Gebäudekomplex zu einer Fabrikanlage umfunktioniert (OÖ Steingutfabrik). Im Jahr 1990 wurde das Gelände von der damaligen Marktgemeinde Pregarten erworben und nach Plänen der Architekten Peter und Gabriele Riepl zu einem Kulturzentrum ausgebaut, das 1999 eröffnet wurde. Dabei wurde die historische Bausubstanz in wesentlichen Teilen erhalten und durch Zubauten ergänzt. Der auffälligste Neubau der Anlage ist das Bühnengebäude, der sogenannte Findling, ein ungleichmäßiger, Steinfindlingen nachempfundener Rundbau, der 480 Zuschauern Platz bietet. Das Kulturhaus Bruckmühle ist seither Veranstaltungsort für Tagungen und unterschiedliche Kulturereignisse. Das Gebäude beherbergt überdies die Landesmusikschule Pregarten, den Musikverein Pregarten sowie einen Gastronomiebetrieb. Die Direktion und der Aufsichtsrat der Bruckmühle werden von der Stadtgemeinde bestellt, die auch alleinige Eigentümerin ist. Zwischen 2004 und 2007 zählte das Kulturhaus ca. 70.000 Besucher.
- Ruine der Burg Reichenstein
- Landschaftsschutzgebiet Feldaisttal (Wanderweg)

## Wirtschaft und Infrastruktur

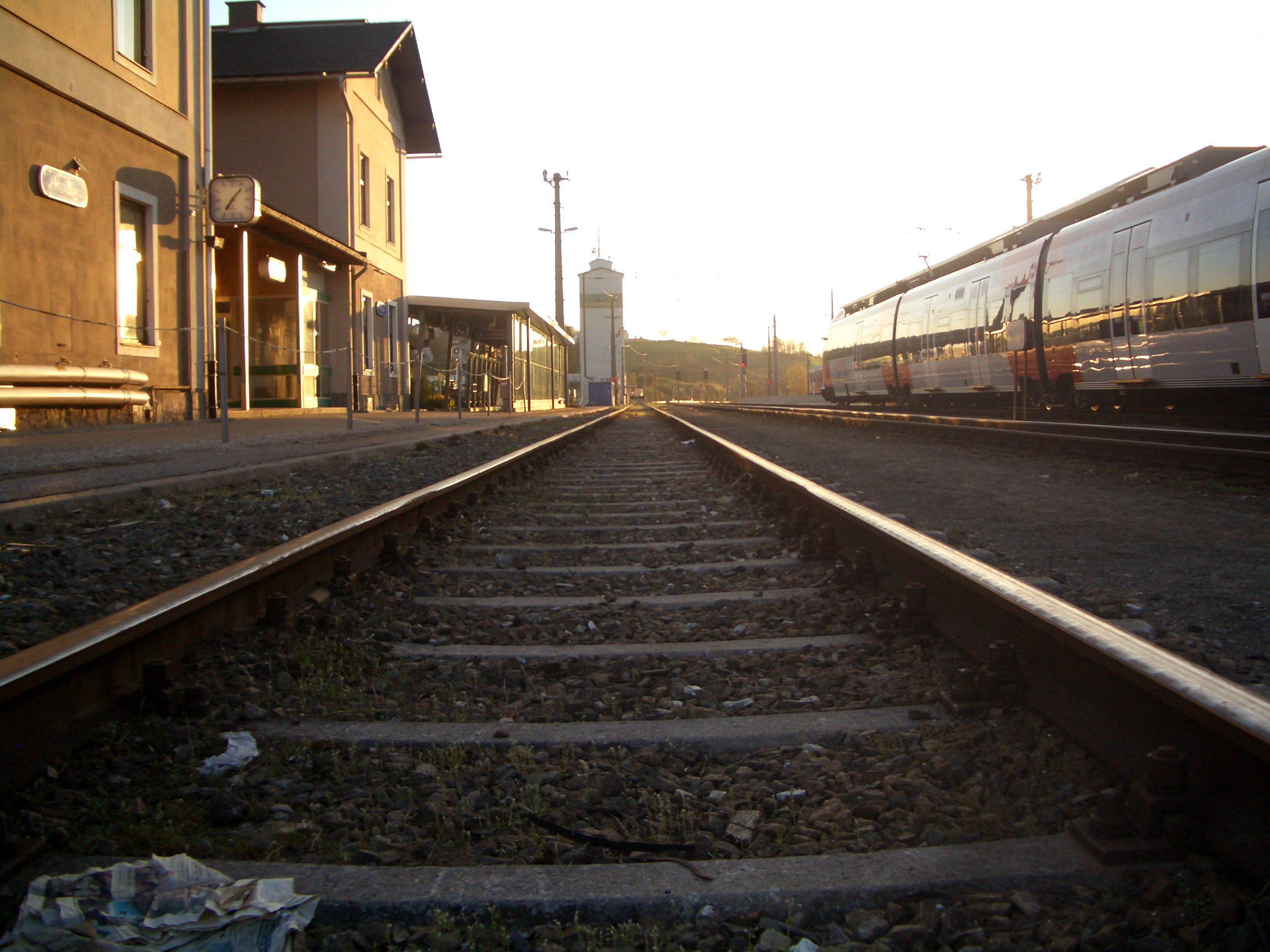
Bahnhof Pregarten

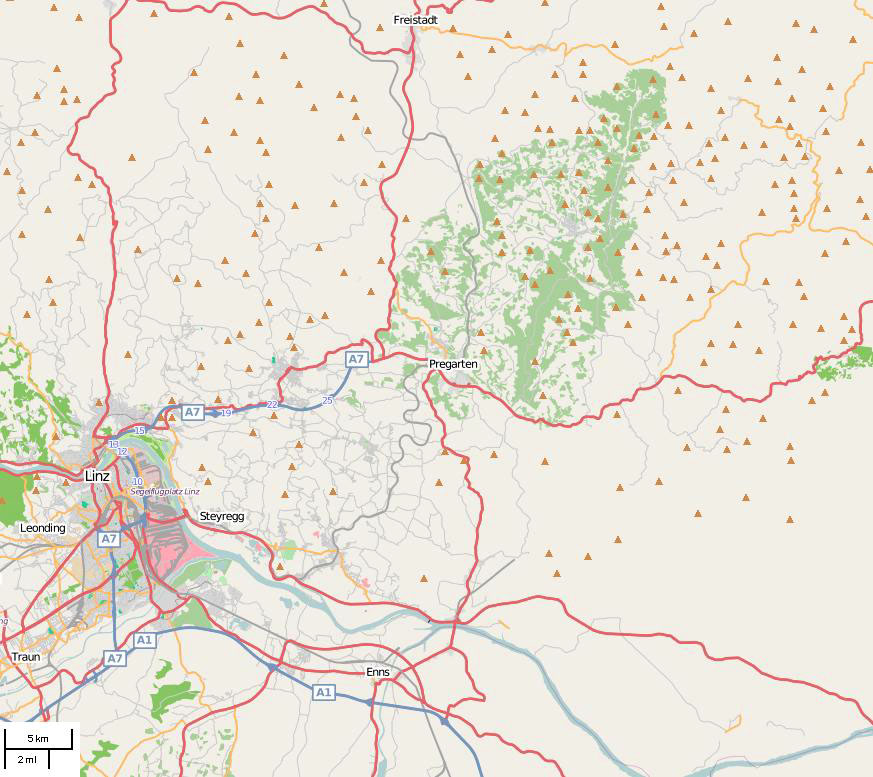
Übersichtskarte Hauptverkehrsverbindungen

### Wirtschaft
Die Leinenweberei war für Pregarten seit dem 16. Jh. lange Zeit der bedeutendste Wirtschaftszweig, bis noch in die 1860er Jahre wurden im Ort Textilprodukte gewoben. Zu Beginn des 20. Jahrhunderts siedelte sich mit der OÖ Steingutfabrik (Betrieb von 1905 bis 1926) im Gebäude der heutigen Bruckmühle der erste Industriebetrieb in Pregarten an. Im Tal der durch den Ort führenden Feldaist bestehen bis heute mehrere Mühlengebäude. In Halmenberg an der Waldaist steht die Pfahnlmühle seit 1476. 1998 gab es in Pregarten rund 200 Betriebe, davon 83 Gewerbe-, 66 Handels-, 30 Tourismus-/Freizeit- und 6 Industriebetriebe. 1999 gab es noch 133 land- und forstwirtschaftliche Betriebe, davon 72 Haupterwerbsbetriebe.

### Stadtfinanzen
Die Einnahmen der Gemeinde beliefen sich 2014 auf 12,98 Millionen Euro, die Ausgaben auf 13,15 Millionen Euro. Der Schuldenstand betrug 7,71 Millionen Euro.

### Verkehr
Pregarten liegt an einer Kreuzung alter Handelswege, die in der Vergangenheit das Voralpenland mit Böhmen und Linz mit dem Waldviertel verbanden. Die heutigen Straßen Königswiesener Straße B 124, Mauthausener Straße B 123 und Hagenberger Straße L 580 folgen dem Verlauf der alten Handelswege. Die Königswiesener Straße durchquert die Stadt von West nach Ost, seit dem Bau der Pregartner Ortsumfahrung (1999) führt sie südlich am Ortszentrum vorbei. Während die Mauthausener Straße in Pregarten beginnt und nach Süden führt, führt die Hagenberger Straße vom Ortsteil Zainze über Hagenberg bis zur Mühlviertler Straße B 310 bei Götschka (Gemeinde Neumarkt) nach Norden. In den Stadtplatz mündet die Gutauer Straße, die den Ort mit den Nachbargemeinden Gutau und Kefermarkt verbindet. Der nächstgelegene Autobahnanschluss der Mühlkreis Autobahn A 7 ist fünf Kilometer entfernt in der Gemeinde Unterweitersdorf, somit ist die Landeshauptstadt Linz per PKW in etwa 15 Minuten zu erreichen.
Seit 1873 besteht etwa einen halben Kilometer vom Ortszentrum Pregartens entfernt der Bahnhof Pregarten der Summerauer Bahn. Die Fahrt zum Hauptbahnhof in der Landeshauptstadt Linz dauert je nach Zug zwischen 33 und 48 Minuten (Stand 2011).

### Öffentliche Einrichtungen
Pregarten ist Sitz eines Bezirksgerichts und einer Polizeiinspektion. Eine regionale Straßenmeisterei ist für die ehemaligen Bundesstraßen sowie die Landes- und Bezirksstraßen zuständig. Weiters befindet sich im Ortszentrum das Bezirksseniorenheim Pregarten mit 77 Betten.
Im Gemeindegebiet sorgt die 1875 gegründete Freiwillige Feuerwehr Pregarten für Brandschutz und allgemeine Hilfe.

### Sport und Gesundheit

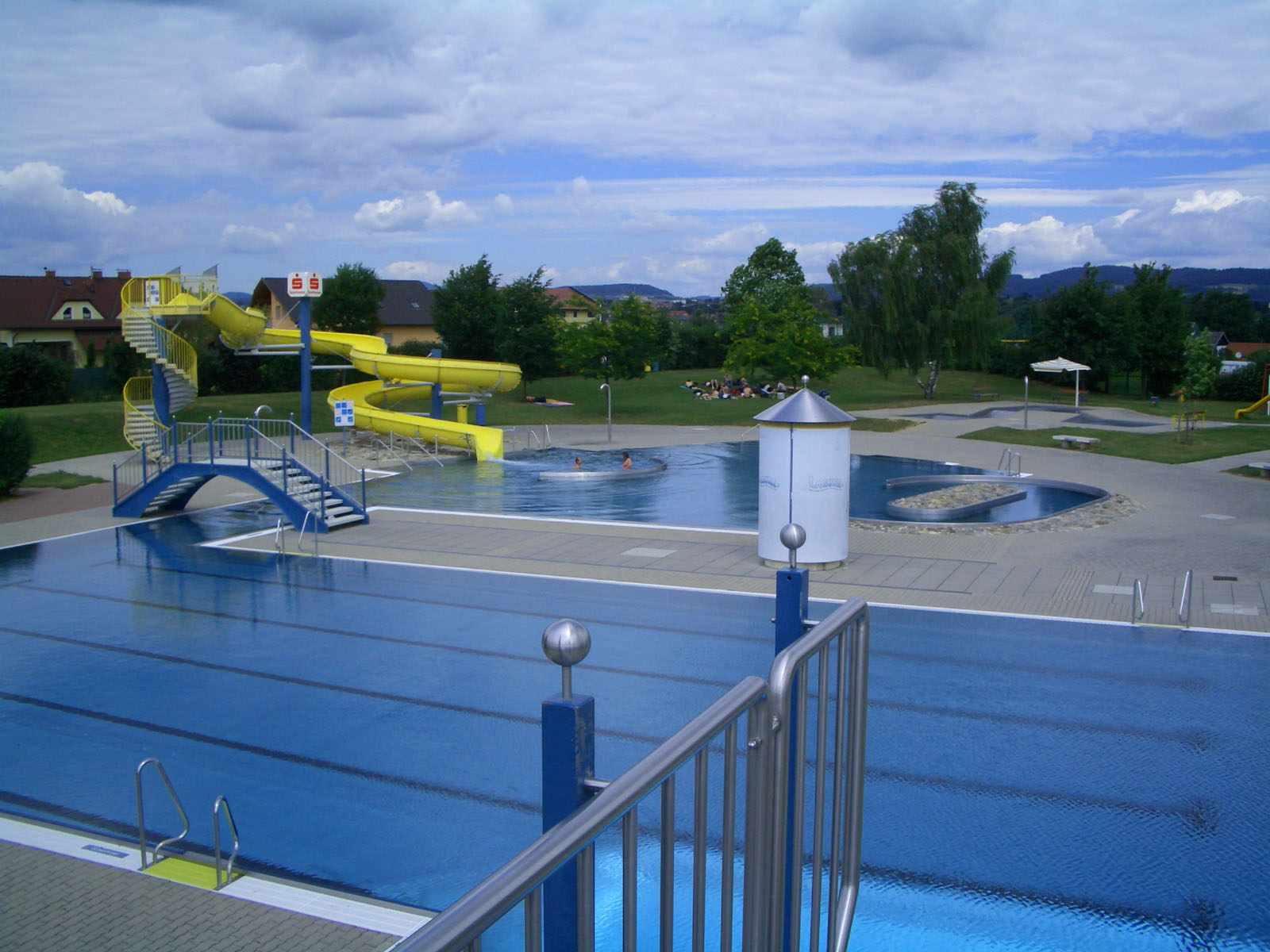
Freibad „Lagune“

Die drei größten Sportvereine sind die 1922 gegründete ASKÖ Pregarten und die 1958 gegründete UNION Pregarten mit eigenen Sportanlagen und vielfältigem Sportangebot sowie die Naturfreunde Pregarten mit diversen Fachreferaten. Neben dem im Gebäude der Neuen Mittelschule untergebrachten Hallenbad befindet sich das Erlebnisbad Lagune (solargeheiztes Freibad) mit einer 52 m langen Wasserrutsche und einem Wildwasserkanal. Ein Wanderweg durchquert das Gemeindegebiet im Feldaisttal, das in diesem Abschnitt 1986 zum Landschaftsschutzgebiet erklärt wurde. Zusätzliche Sportbegeisterte bringt die Wochenendhaussiedlung Giemböcksiedlung, die sich südlich von Pregarten an der Feldaist befindet.
Die gesundheitliche Versorgung wird von sechs niedergelassenen Ärzten sichergestellt, eine der fünf öffentlichen Apotheken im Bezirk Freistadt befindet sich in Pregarten. Die nächstgelegenen Krankenhäuser befinden sich in Freistadt oder Linz.

## Bevölkerung

### Entwicklung und Struktur
Nachdem für das Jahr 1846 insgesamt 1795 Einwohner angegeben wurden, wohnten im Jahr 1869 im Gemeindegebiet 2.012 Menschen. Die Einwohnerzahl stieg stetig, insbesondere ab 1951. So wurde Pregarten die nach Bevölkerung zweitgrößte Gemeinde im Bezirk Freistadt. Im Jahr 1991 hatte die Gemeinde bei der Volkszählung 4.199 Einwohner, 2001 bereits 4.815, was einem Anstieg von 14,7 % entspricht. Am 1. Jänner 2008 verzeichnete die Gemeinde 4.901 Einwohner, den höchsten Stand in ihrer Geschichte. Der Bevölkerungsanstieg der letzten Jahre in Pregarten ist fast ausschließlich auf Zuzug zurückzuführen: Während etwa 2005 die Sterbe-Geburten-Differenz lediglich ein Plus von 1 Person aufwies, zogen im selben Jahr 77 Personen zu. Von den 2.335 Erwerbstätigen (2001) pendeln täglich 1.569 Personen zur Arbeit in andere Gemeinden. Zwischen 1993 und 2002 wurden in Pregarten 141 neue Wohneinheiten errichtet.
Bei der Volkszählung 2001 betrug der Anteil der Einwohner, die 60 Jahre und älter waren, 17,3 %; 19 % waren unter 15 Jahre alt. Der Anteil der weiblichen Bevölkerung lag bei 50,3 %.
Von den 3.900 Bewohnern Pregartens, die 2001 über 15 Jahre alt waren, hatten 4 % eine Universität, Fachhochschule oder Akademie abgeschlossen. Weitere 9,5 % hatten die Matura absolviert, 49 % hatten einen Lehrabschluss oder eine berufsbildende mittlere Schule besucht und 37,5 % aller Pregartener hatten die Pflichtschule als höchsten Abschluss.

### Herkunft und Sprache
Der deutsche Dialekt, der im Raum Pregarten sowie in ganz Oberösterreich allgemein gesprochen wird, ist das Mittelbairische. 97,3 % der Pregartener gaben 2001 Deutsch als Umgangssprache an. Weitere 0,5 % sprachen hauptsächlich Kroatisch, 0,5 % Bosnisch, der Rest gab andere Umgangssprachen an.
Der Anteil der Pregartener mit ausländischer Staatsbürgerschaft lag 2001 mit 2,3 % weit unter dem Durchschnitt Oberösterreichs. 1 % der Pregartner Bevölkerung besaß die Staatsbürgerschaft Bosnien-Herzegowinas, 0,3 % jene Deutschlands und 1 % entfielen auf sonstige Staatsbürger. Insgesamt waren 2001 etwa 3,6 % der Pregartener in einem anderen Land als in Österreich geboren.
91 % der Bevölkerung sind römisch-katholisch.

## Politik
Der Pregartner Gemeinderat wurde seit 1945 mehrheitlich von der ÖVP beschickt. Zwischen 2003 und 2009 besaß die SPÖ die Mehrheit in der Gemeindevertretung. Bei der Gemeinderatswahl 2009 erhielt neuerlich die ÖVP die Mehrheit. Pregartner Bürgermeister ist seit Oktober 2020 Fritz Robeischl (ÖVP), 1. Vizebürgermeister ist Florian Grugl (ÖVP) und 2. Vizebürgermeister ist Alexander Skrzipek (SPÖ).
Die Bürgermeister Pregartens:
Daten von der Homepage des Landes Oberösterreich 

### Gemeinderatswahl 2021
Die Gemeinderatswahl 2021 mit einer Wahlbeteiligung von 78,74 % ergab folgendes Ergebnis:
| Partei / politische Gruppierung | Stimmen- anteil | Verän- derung | Sitze im Gemeinderat | Verän- derung |
| ------------------------------- | --------------- | ------------- | -------------------- | ------------- |
| ÖVP                             | 59,14 %         | +6,45 %       | 19                   | +2            |
| SPÖ                             | 29,63 %         | +1,32 %       | 9                    | ±0            |
| GRÜNE                           | 11,23 %         | +3,14 %       | 3                    | +1            |

### Nationalratswahl 2019
Wahlergebnisse Nationalratswahl (2019)
| Partei | Stimmen | Prozent | Veränd. |
| ------ | ------- | ------- | ------- |
| SPÖ    | 733     | 24,79   | −6,86 % |
| ÖVP    | 1107    | 37,44   | +5,92 % |
| FPÖ    | 522     | 17,65   | −7,02 % |
| GRÜNE  | 357     | 12,07   | +9,24 % |
| NEOS   | 181     | 6,12    | +1,60 % |
| KPÖ    | 12      | 0,41    | −0,32 % |
| JETZT  | 33      | 1,12    | −1,68 % |
| WANDL  | 3       | 0,10    |         |
| SLP    | 9       | 0,30    | +0,3 %  |

### Gerichtsbezirk
Der Gerichtsbezirk Pregarten, der die Gemeinden Bad Zell, Gutau, Hagenberg, Königswiesen, Pierbach, Pregarten, Schönau, Tragwein, Unterweitersdorf und Wartberg umfasste, wurde mit 1. Jänner 2014 aufgelöst.

## Ortsnamen
| Jahr | Urkundliche Bezeichnung (Auswahl) |
| ---- | --------------------------------- |
| 1230 | Pregarten                         |
| 1356 | der marchtt Pregarten             |
| 1448 | Pregartten                        |
| 1481 | Pregartenn                        |
| 1512 | Pregarten                         |
| 1590 | Pregartn                          |
| 1671 | Pregarrten                        |
| 1857 | Prägarten                         |

### Der Name Pregarten
Mit großer Wahrscheinlichkeit leitet sich der Name Pregartens von slawisch pregrada (Abzäunung, Einfriedung) ab, womit ursprünglich ein durch eine Einfriedung bzw. Abzäunung geschützter Ort gemeint war. Denkbar ist auch, dass sich das Wort auf ein Gründungsritual bezieht, bei dem die neu zu bebauende Dorffläche durch eine Einzäunung („Pregrada“) in kultisch-ritueller Weise abgesteckt wurde. Eine Namensdeutung aus slaw. prěgradě (vor der Burg, Vorburg) ist insofern unwahrscheinlich, als in Pregarten keine Reste einer Befestigungsanlage nachweisbar sind. Mit dem lateinischen Prae- („vor“: volksetymologisch bisweilen auftauchende Deutung „Vorgarten“) hat der Ortsname nichts zu tun. Am 31. Oktober 1938 wurde die seit dem 19. Jahrhundert gebräuchliche Schreibung des Ortsnamens Prägarten (mit Umlaut) wieder auf Pregarten (mit „e“) abgeändert. Im Zuge dieser Änderung wurde auch der Ortsteil Prägartsdorf auf Pregartsdorf umbenannt.

### Ortsbezeichnungen im Gemeindegebiet
Die folgenden Angaben entstammen, so nicht anders angegeben, der Darstellung von Hohensinner und Wiesinger:
- Pfahnlmühle: Urkundlich erstmals 1449 als Khnuttlmuel. Bis ins 19. Jh. hieß die Mühle Knüttelmühle (Knüttel = Prügel oder Kolben). Nachdem bereits seit dem 17. Jahrhundert verschiedene Besitzer der Müllersfamile Pfandl angehörten, wurde die Mühle schließlich umbenannt. * Burbach: Urkundlich erstmals 1691 als Puchenbach, wobei der Name nicht auf die Baumart Buche verweist, sondern auf einen kleinen Nebenfluss der Waldaist, der als „Burgbach“ bezeichnet wurde, zumal sich 500 Meter entfernt auf dem Greisingberg eine kleine Burganlage befand.
- Pregartsdorf: Urkundlich erstmals 1776 als Pregartdorf. Der Name dürfte erst in josephinischer Zeit entstanden sein und sinngemäß das zu Pregarten gehörende Dorf bezeichnen.
- In diesem Sinn ist auch die Namensbildung von Pregartsfeld (urkundlich 1591 als Pregarttfeldt) zu verstehen.
- Einsiedler-Siedlung: Wegen ihrer schwer zugänglichen Lage erhielten die drei 1933 errichteten Häuser die Bezeichnung Einsiedlerhäuser. * Gmeinerhof: Urkundlich erstmals 1378 als Gmainer. Das Wort bedeutet mhd. entweder das Gemeine im Sinn eines gemeinschaftlichen Besitzes (Eigentum einer Gemeinschaft) oder nennt im Sinne von mhd. Gemeiner einen Mitbesitzer oder Miterben.
- Greising: Urkundlich erstmals 1268 als Grusnik. Das slaw. Wort „gruša“ (= Birne) meint in dieser Zusammensetzung ursprünglich möglicherweise einen „Bach an dem Birnbäume wachsen“. Das slawische -nik wurde erst im 14. Jh. zum heutigen -ing umgewandelt.
- Grünbichl: Urkundlich erstmals 1378 als Greunpuhel, wobei ursprünglich so nur der Hof hieß, bei dem in den 1970er Jahren die Siedlung entstand. Mhd. Pühel (=Bühel) meint einen Hügel. Sinngemäß meint der Name also einen grünen Hügel.
- Halmenberg: Urkundlich erstmals 1230 als Haibarenberg. Im ersten Teil des gefügten Namens mit -berg wird der Personenname ahd. Hagabëro vermutet.
- Kranzlgarten: Die Herleitung des Namens aus Kranz und Garten ist naheliegend, eine eindeutige Bedeutung lässt sich aus der Zusammensetzung nicht erschließen.
- Meitschenhof: Urkundlich erstmals im 13. Jahrhundert als Moutshenauer. Vermutet wird eine Ableitung aus mhd. mütsche (= Weißbrot, feines Bäckerbrot) oder von einem slawischen Personennamen, der mit Muč- oder Myč- beginnt.
- Moser-Siedlung, Satzinger-Siedlung, Wiesinger-Siedlung, Zwieslmayr-Siedlung: Die Namen dieser in den 1960er und 1970er Jahren entstandenen Siedlungen verweisen alle auf die Namen der ehemaligen Grundbesitzer, auf deren Gründen sie errichtet wurden.
- Netzberg: Urkundlich erstmals 1380 als Eczperg. Der Name leitet sich von mhd. etze (=Weideplatz) ab, meint also einen Berg, der als Weideplatz genutzt wurde.
- Selker: Urkundlich erstmals 1580 als Selgger. Der Name leitet sich von dem ahd. Personennamen Sëlpkêr ab.
- Silberbach: Silber verweist in dem mit -bach gereihten Namen auf den hier zu findenden im Sonnenlicht glänzenden Schwefelkies. Auch ein Zulauf zur Aist (Reisingbach) wird als Silberbach bezeichnet.
- Wintermühle: Urkundlich erstmals 1565 als Wintermill. Der Namensteil Winter könnte auf die sonnenarme, nordseitige (kalte) Lage der Mühle an der Feldaist verweisen.
- Wörgersdorf: Urkundlich erstmals 1230 als Werganstorf. Der gefügte Name mit -dorf beinhaltet den ahd. Personennamen Wer(i)gant.

## Wappen

Wappen von Pregarten

Bildmarke von Pregarten seit 2009

Das Gemeindewappen ist erniedrigt geteilt von Silber und Grün. Oben sind drei rote, nebeneinander gestellte Kugeln, die mit je einem in eine Pfeilspitze endigenden Kreuz besteckt sind, dargestellt. Unten ist nur eine grüne Fläche zu sehen. Die Bedeutung ist ungeklärt. Die Darstellung der mit dem Kreuz besteckten Kugel ist ähnlich dem in der alten Chemie gebräuchlichen Zeichen für Eisensafran. Für die Beziehungen der Regionen nördlich der Donau mit den südlich gelegenen gewann im Spätmittelalter neben dem Salz aus dem Kammergut vor allem das Innerberger Eisen im Rahmen des Verlagssystems an Bedeutung: die Straße von Mauthausen über Pregarten nach Freistadt entwickelte sich zu einem wichtigen Süd-Nord-Handelsweg. Hinweise für spätmittelalterliche Eisenverarbeitung in Pregarten gibt es jedoch nicht. Eine weitere Deutung sieht in den drei Symbolen Webstühle. Pregarten war bedeutender Weberort, die ansässigen Meister durften je höchstens drei Webstühle betreiben. Die Gemeindefarben sind Grün-Weiß-Rot.
Die Verleihung des Gemeindewappens und der Gemeindefarben erfolgte am 8. Juli 1974. Die erste Verwendung des Wappens ist viel früher dokumentiert, nämlich im Jahr 1555. Das damalige Siegel hatte die Umschrift S + DES . MARCKT . Z . PREGARTN.
Im September 2009 erstellte der Pregartner Grafiker Gerold Zeidler eine auf dem Wappen beruhende Bildmarke Pregartens.

## Persönlichkeiten
- Heribert Apfalter (1925–1987), Generaldirektor der VOEST-Alpine AG
- Gottfried Bachl (1932–2020), Theologe und Universitätsprofessor
- Adolf Drobny (1938–1994), Goldschmied und Künstler, Besitzer der Felsenburg
- Herbert Friedl (1943–2018), Maler und Grafiker
- Eduard Kriechbaum (1887–1958), Arzt und Volkskundler
- P. Alfred Loschek S. J. (1901–1985), Jesuit, Pädagoge und ehemaliger Rektor des Kollegium Aloisianum, Freinberg/Linz